# Vandhoo
Vandhoo  är en ö i Kolhumaduluatollen i Maldiverna.  Den ligger i administrativa atollen Thaa atoll, i den centrala delen av landet, 220 km söder om huvudstaden Malé.